# Obwód elektryczny o parametrach rozłożonych
Obwód o parametrach rozłożonych – obwód elektryczny charakteryzujący się tym, że sygnał pojawiający się na jego wejściu potrzebuje pewnego określonego czasu aby pojawił się na jego wyjściu. Obwody te opisywane są za pomocą równań różniczkowych cząstkowych. Prądy i napięcia w takich obwodach są funkcją dwóch zmiennych: czasu {\displaystyle t} oraz położenia {\displaystyle x.}